# Internationale Thüringen-Rundfahrt der Frauen 2010
Die 23. Internationale Thüringen-Rundfahrt der Frauen fand vom 20. bis 25. Juli 2010 im Osten Thüringens statt. Sechs Etappen führten in Rundkursen um die Städte Altenburg, Gera, Greiz, Schleiz, Schmölln und Zeulenroda.
Obwohl sie keine einzige Etappe gewinnen konnte, wurde die Russin Olga Sabelinskaja zum ersten Mal Gesamtsiegerin vor der Litauerin Edita Pučinskaitė und der Italienerin Noemi Cantele. Die Ostthüringerin Hanka Kupfernagel gewann mit 36 Jahren die Wertungen als beste Sprinterin und aktivste Fahrerin.

## Teilnehmerinnen
Bei der Thüringen-Rundfahrt 2010 gingen 86 Fahrerinnen für 15 Teams – darunter elf Sponsorenteams und vier Nationalmannschaften – an den Start.
| Sponsorenteams - Red Sun Cycling Team - Team Nanoblur-Gears - JENATEC-Spanner Brennstoffe - Noris Cycling - Team Columbia Highroad Women - Team Haibike Rügen Sachsen - Giant Pro Cycling - GAUSS RDZ ORMU - Safi-Pasta Zara - Cervélo Test Team - Fenixs-Petrogradets | Nationalmannschaften - Deutschland (BDR) - Niederlande - Ukraine - Ungarn |

## Etappenübersicht

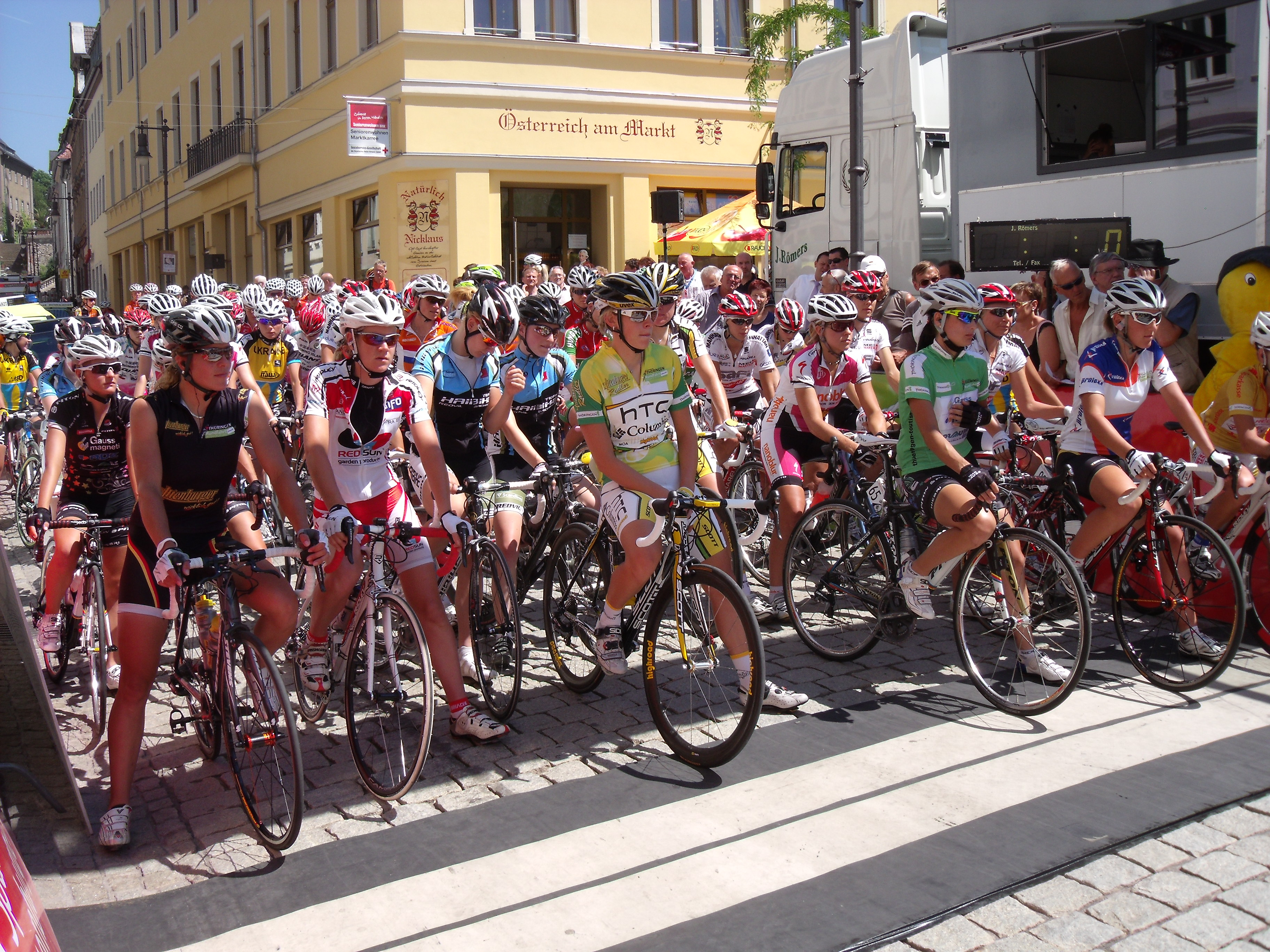
Startaufstellung zur 2. Etappe auf dem Markt in Gera am 21. Juli 2010

| Etappen   | Typ | Tag           | Strecke            | km    | Etappensiegerin   | Zeit (h) | Schnitt (km/h) | Gelbes Trikot     |
| --------- | --- | ------------- | ------------------ | ----- | ----------------- | -------- | -------------- | ----------------- |
| 1. Etappe |     | Di., 20. Juli | Rund um Altenburg  | 086,7 | Emma Johansson    | 2:14:59  | 38,538         | Emma Johansson    |
| 2. Etappe |     | Mi., 21. Juli | Rund um Gera       | 132,0 | Edita Pučinskaitė | 3:31:48  | 37,393         | Olga Sabelinskaja |
| 3. Etappe |     | Do., 22. Juli | Rund um Greiz      | 128,7 | Adrie Visser      | 3:37:46  | 35,459         | Olga Sabelinskaja |
| 4. Etappe | EZF | Fr., 23. Juli | Rund um Schleiz    | 023,3 | Hanka Kupfernagel | 0:32:27  | 43,081         | Olga Sabelinskaja |
| 5. Etappe |     | Sa., 24. Juli | Rund um Schmölln   | 114,7 | Sarah Düster      | 3:02:14  | 37,764         | Olga Sabelinskaja |
| 6. Etappe |     | So., 25. Juli | Rund um Zeulenroda | 134,5 | Iris Slappendel   | 3:50:26  | 35,020         | Olga Sabelinskaja |